# Sportåret 1794

## Händelser

### Boxning

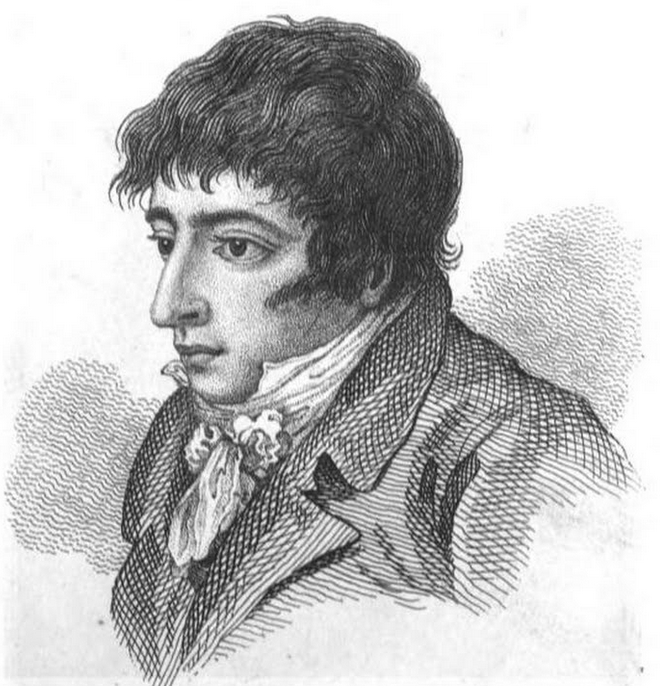
Daniel Mendoza.

- 24 februari – Ben Brain ska göra comeback och försvara sin engelska mästerskapstitel i tungvikt mot Will Wood, men matchen ställs in eftersom Brain är sjuk. Han dör bara några veckor senare (se nedan).[1]

- 12 november – Daniel Mendoza besegrar Bill Warr i Bexley Common och gör anspråk på den engelska mästerskapstiteln i tungvikt. Matchen varar i 15 minuter över fem ronder.[2]

### Cricket
- Okänt datum – Berkshire CCC vinner County Championship (en inofficiell titel fram till 1890, då de första officiella mästarna koras).

## Födda
- Okänt datum – Gustafva Lindskog, svensk gymnastiklärare[3]

## Avlidna
- 8 april – Ben Brain, engelsk boxare[1]